# Taco
För andra betydelser, se Taco (olika betydelser).

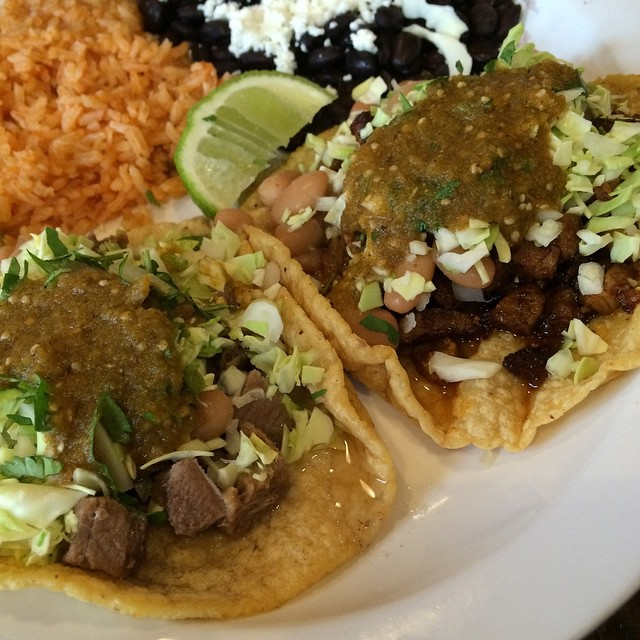
Tacos i "mexikansk stil" från USA.

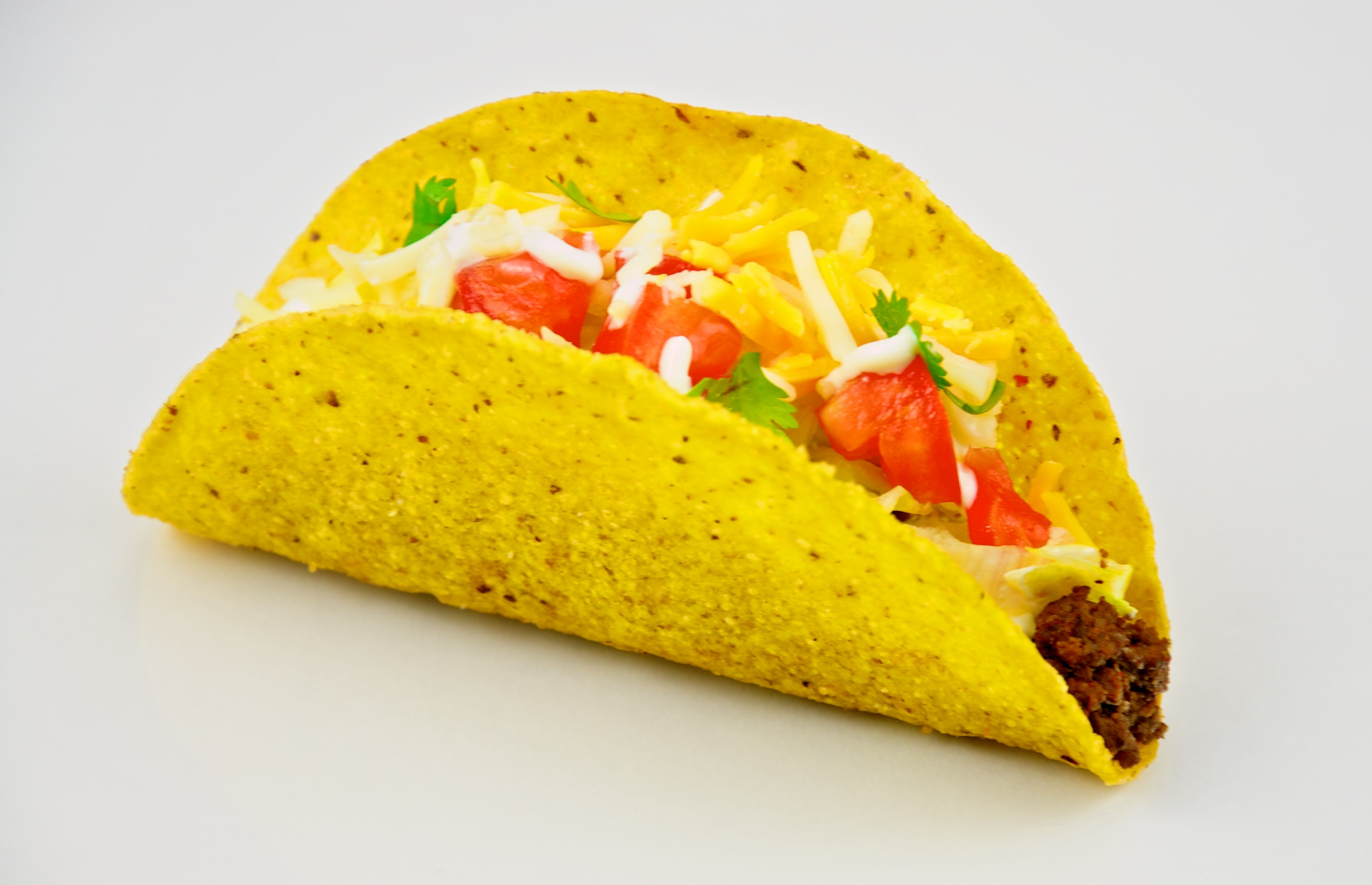
Tex-mex-taco.

Taco (uttalas [tak´o] på svenska, spanska för ’bunt’, ’kloss’), plural: tacos, är ett mexikanskt sätt att äta olika maträtter i ett tortillabröd bakat på nixtamaliserad majs men i vissa fall även på vetemjöl, speciellt i norra Mexiko. Principen bygger på att brödet fylls och äts för hand, så kallad plockmat.
I tex-mex-köket används ofta så kallade tacoskal av friterade tortillas bakade på gult majsmjöl. I tex-mex innehåller tacon ofta kryddad köttfärs och kryddstarka salsor. En mexikansk taco skiljer sig i tillredning och ingredienser.

## Tacos i Mexiko
I Mexiko förekommer olika sätt att göra tacos. Det finns tusentals olika fyllningar i Mexiko. Bland annat kan nämnas tacos al pastor som görs på fläskkött som kryddats och grillats som en kebab. Den serveras med ananas, silverlök, färsk koriander och såser. Andra populära varianter är tacos de lengua, gjord på kotunga, tripas, gjord av tunntarm från gris, samt alambre med nöt eller kalvkött och bacon.

## Tacos i Sverige

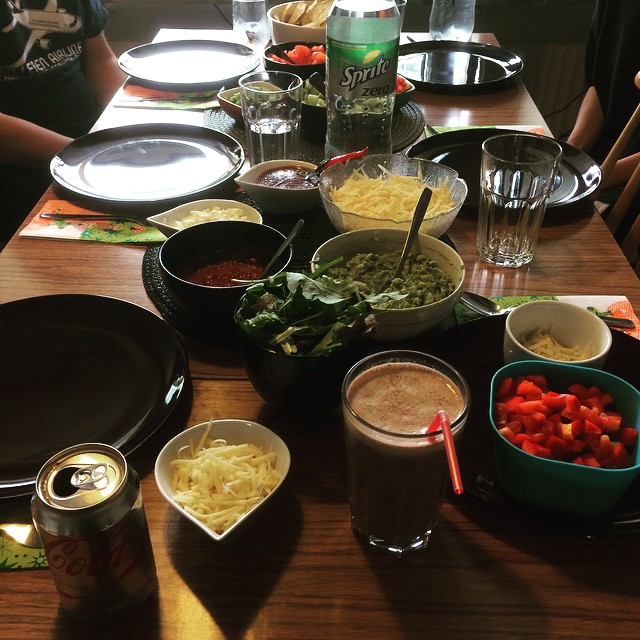
Fredagsmys med tex-mex.

I Sverige avser tacos oftast tex-mex-rätten bestående av tacoskal som värms lätt och fylls med tacokryddad (bland annat spiskummin, paprikapulver och vitlök) köttfärs och diverse tillbehör. Tillbehören varierar, men några vanliga är riven ost, guacamole, tomat, paprika, majs, sallad, gurka, gul lök eller rödlök, vitlök, ananas, kryddig tomatsås (tacosås/tomatsalsa), gräddfil/crème fraîche, kokta bönor och jalapeño. Dessa serveras ofta i separata skålar eller på ett större fat, så att bordsgästerna själva kan fylla sina tacoskal med ingredienser efter egen smak.
Tacos och texmex introducerades i Sverige under 1980-talet, men intresset var till en början svalt och utbudet i butikerna mycket begränsat. Under 1990-talet hämtade producenterna inspiration från bland annat Kalifornien med tillbehör och smaker som var okända för många svenskar, såsom jalapeño och guacamole. Produktgruppen i butikerna utvidgades blev mer omfattande i början av 2000-talet och försäljningen av dessa produkter ökade några år med upp till 40 procent. Under 2000-talet förknippas tacos ofta med fredagsmys i Sverige. Det antas bero mycket på hård marknadsföring, stort utbud i butiker och att det är en maträtt som går att variera. I början av 2010-talet var dock fortfarande intresset för vissa varianter, såsom fisktacos, lågt. Tacos var den vanligaste helgrätten i Sverige 2020–2022 enligt Matrapporten som årligen sammanställer statistik om svenskarnas matvanor. Även i Norge finns liknande traditioner.

### Varianter
Under 1990-talet var det populärt att laga tacopaj i Sverige, som en del av den dåvarande tacotrenden.

## Liknande maträtter

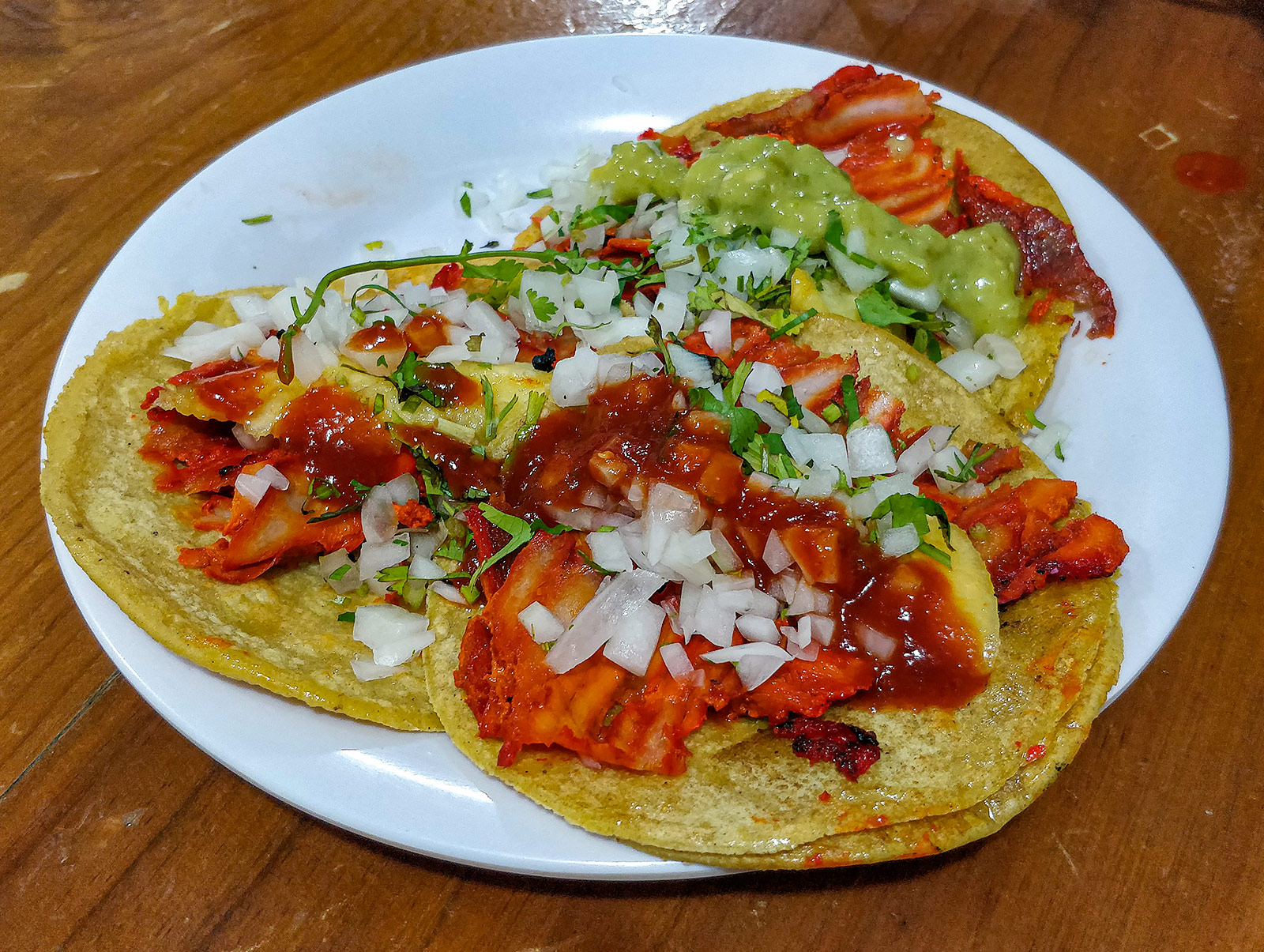
Tacos al Pastor med lök, ananas, koriander och salsa.

- Taco rice
- Burrito
- Fajita
- Nachos
- Enchilada
- Chilaquiles